# Shijia (socken i Kina, Guangxi)
Shijia (kinesiska: 石家乡, 石家) är en socken i Kina. Den ligger i den autonoma regionen Guangxi, i den södra delen av landet, omkring 390 kilometer nordost om regionhuvudstaden Nanning. Antalet invånare är 12091. Befolkningen består av 5 708 kvinnor och 6 383 män. Barn under 15 år utgör 22,0 %, vuxna 15-64 år 67 %, och äldre över 65 år 9,0 %.
Genomsnittlig årsnederbörd är 2 112 millimeter. Den regnigaste månaden är juni, med i genomsnitt 370 mm nederbörd, och den torraste är oktober, med 46 mm nederbörd.